# Halodromus
Genre
Halodromus est un genre d'araignées aranéomorphes de la famille des Philodromidae.

## Distribution
Les espèces de ce genre se rencontrent en Afrique du Nord, au Proche-Orient et en Europe du Sud.

## Liste des espèces
Selon World Spider Catalog (version 18.0, 29/01/2017) :
- Halodromus barbarae Muster, 2009
- Halodromus deltshevi Muster, 2009
- Halodromus gershomi Muster, 2009
- Halodromus patellaris (Wunderlich, 1987)
- Halodromus patellidens (Levy, 1977)
- Halodromus vanharteni Logunov, 2011

## Publication originale
- Muster, 2009 : The Ebo-like running crab spiders in the Old World (Araneae, Philodromidae). ZooKeys, no 16, p. 47-73 (texte intégral).